# Ross County F.C.
Ross County Football Club – szkocki klub piłkarski z siedzibą w Dingwall, grający obecnie w Scottish Championship. W 2012 roku po raz pierwszy w historii awansował do ekstraklasy szkockiej.

## Skład w sezonie 2015/2016
| Nr | Poz. | Piłkarz         |
| -- | ---- | --------------- |
| 1  | BR   | Scott Fox       |
| 2  | OB   | Marcus Fraser   |
| 3  | OB   | Jamie Reckord   |
| 4  | PO   | Rocco Quinn     |
| 5  | OB   | Scott Boyd      |
| 6  | OB   | Chris Robertson |
| 7  | NA   | Michael Gardyne |
| 8  | PO   | Ian McShane     |
| 9  | NA   | Brian Graham    |
| 10 | NA   | Liam Boyce      |
| 11 | NA   | Craig Curran    |

| Nr | Poz. | Piłkarz          |
| -- | ---- | ---------------- |
| 12 | OB   | Richard Foster   |
| 14 | OB   | Darren Holden    |
| 15 | OB   | Andrew Davies    |
| 17 | PO   | Jonathan Franks  |
| 18 | PO   | Stewart Murdoch  |
| 19 | PO   | Tony Dingwall    |
| 21 | BR   | Gary Woods       |
| 24 | PO   | Raffaele De Vita |
| 36 | PO   | Jackson Irvine   |
|    | PO   | Martin Woods     |

## Sukcesy
- Zdobywca Puchar Ligi (1): 2015/2016
- Finał Pucharu Szkocji (1): 2009/2010